# Natuurreservaat Friseboda
Natuurreservaat Friseboda (Zweeds: Friseboda naturreservat) is een natuurreservaat ten zuiden van Åhus in de gemeente Kristianstad in de Zweedse provincie Skåne län.
Het natuurreservaat is gelegen aan zee en bestaat uit duinen, deze duinen zijn op veel plaatsen begroeid met dennen. Er zijn ook enkele plekken die niet bebost zijn, deze plekken zijn bekend vanwege de zeldzame vlinders die hier voorkomen. De reden dat de dennen in het natuurreservaat groeien is dat in de 18e eeuw op veel plekken langs de kust te bossen werden omgehakt, dit zorgde ervoor dat op veel plekken zand werd weggeblazen, wat weer leidde tot zandverstuivingen.
In de 19e eeuw plantte men op veel plaatsen langs de kust dennen, omdat deze het zand vast kunnen houden. Aan de rand van het natuurreservaat ligt aan zee een zandstrand.